# Universidad Técnica de Medio Oriente
La Universidad Técnica de Medio Oriente (en turco: Orta Doğu Teknik Üniversitesi, ODTÜ; en inglés: Middle East Technical University, METU) es una universidad pública, localizada en Ankara (Turquía). Es una universidad técnica, especializada en los ámbitos de la ingeniería, la arquitectura y las ciencias. La lengua oficial de la instrucción en METU es inglés.
La METU tiene 42 departamentos académicos, de los cuales la mayor parte se organizan en cinco facultades. Unos 23.000 estudiantes se registraron en la METU en el curso académico de 2010-2011; de estos, aproximadamente el 40 % se alistaron en programas graduados.  
Fundada en 1956, la METU ha sido un líder importante y activo en el desarrollo y el establecimiento de Turquía desde sus comienzos. El campus de la universidad se encuentra en el centro del bosque y ocupa 45 km². 
|                                           | 2012    | 2013    | 2014    | 2015 | 2016    |
| ----------------------------------------- | ------- | ------- | ------- | ---- | ------- |
| Times Higher Education World Ranking      | 276-300 | 201-225 | 201-225 | 85   | 501-600 |
| Times Higher Education Reputation         | 91-100  | 51-60   | 71-80   | N/A  | N/A     |
| QS World University Rankings Engineering  | 185     | 204     | 118     |      |         |
| Webometrics Ranking of World Universities | 321     | 321     | 275     |      |         |

## Facultades
Facultad de Arquitectura

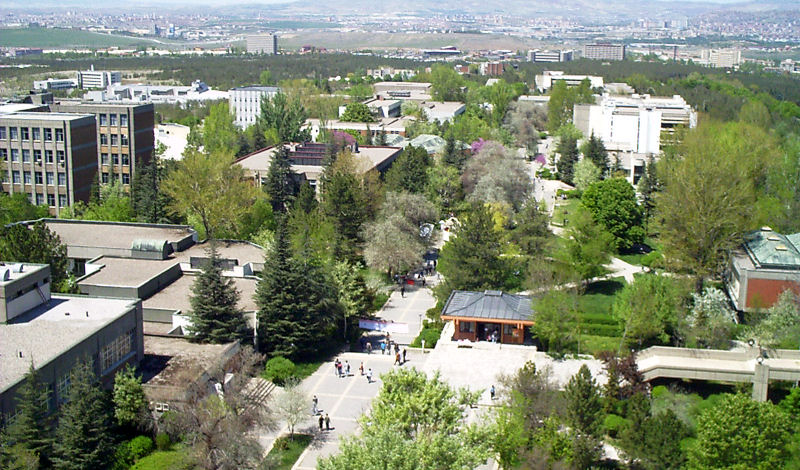
Campus de ciencias y diseño desde edificio central de la ingeniería. Edificio MM (Mühendislik Merkez Binası).

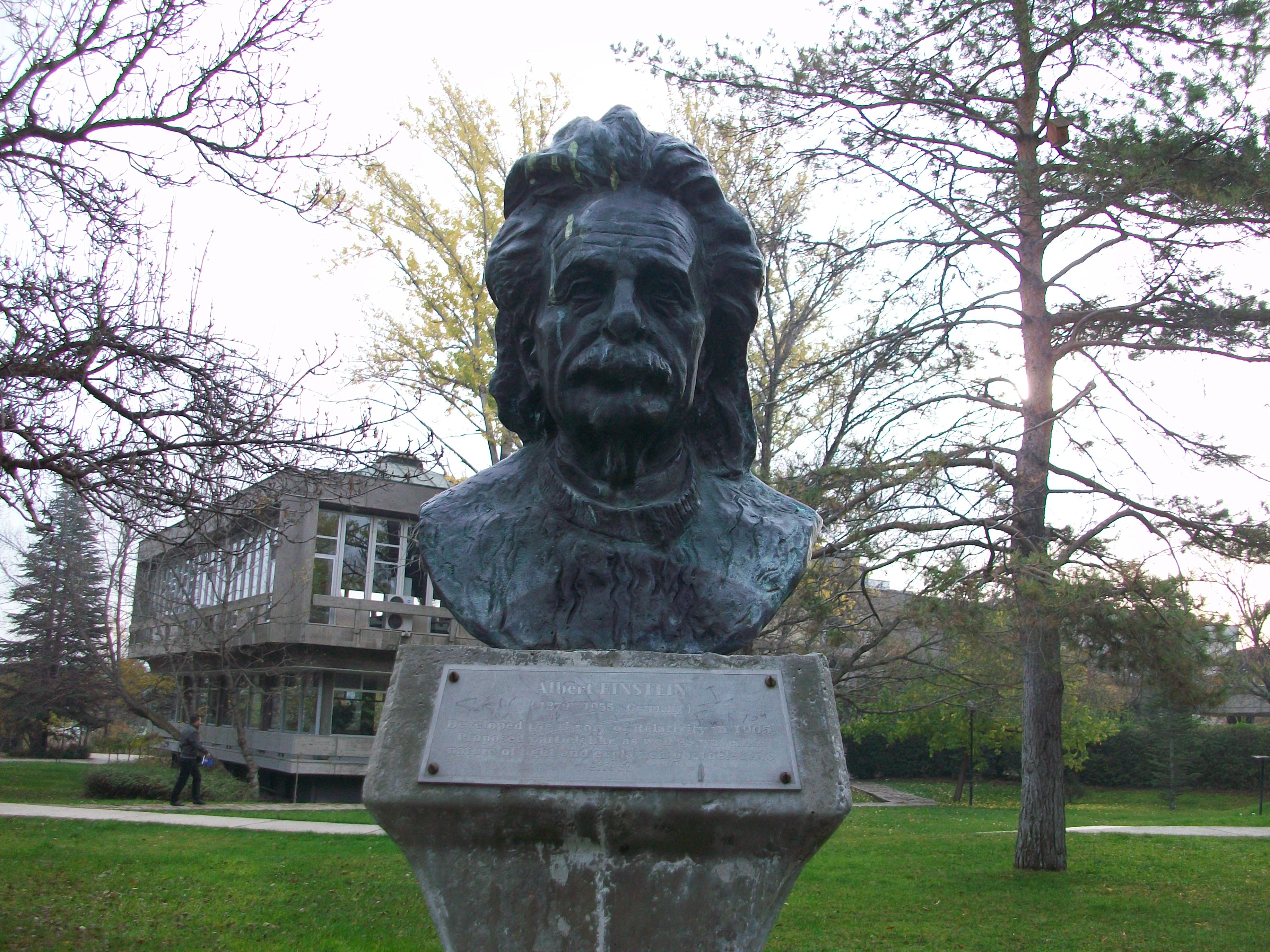
Busto de Albert Einstein, parte una serie de bustos de personalidades influyentes en el campus principal de la METU.

- Arquitectura, ciudad y planeamiento regional, diseño industrial

Facultad de Artes y Ciencias
- Biología, química, historia, matemáticas, biología molecular y genética, filosofía, física, psicología, sociología, estadística

Facultad de Ciencias Económicas y Administrativas
- Administración del negocio, economía, relaciones internacionales, ciencia política y administración pública

Facultad de Educación
- Enseñanza de la informática y tecnología educacional, ciencias educativas, educación elemental, educación del idioma extranjero, educación y deportes físicos, ciencia secundaria y educación de las matemáticas

Facultad de Ingeniería

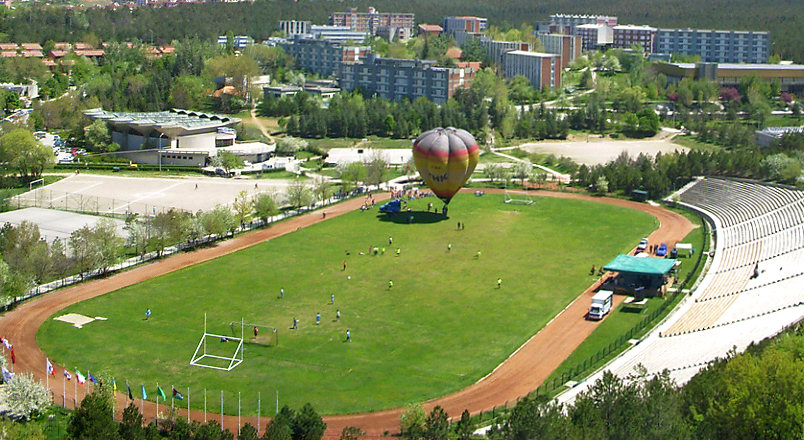
Estadio de la METU y dormitorios del campus de la universidad.

- Ingeniería de la ingeniería aeroespacial, de la ingeniería química, del genio civil, de la ingeniería informática, eléctrica y de la electrónica, ciencias de la ingeniería, ingeniería ambiental, ingeniería del alimento, ingeniería geológica, ingeniería industrial, ingeniería, metalúrgico industriales y materiales que dirigen, ingeniería de la ingeniería de explotación minera, del petróleo y del gas naturalUna aula en la METU.

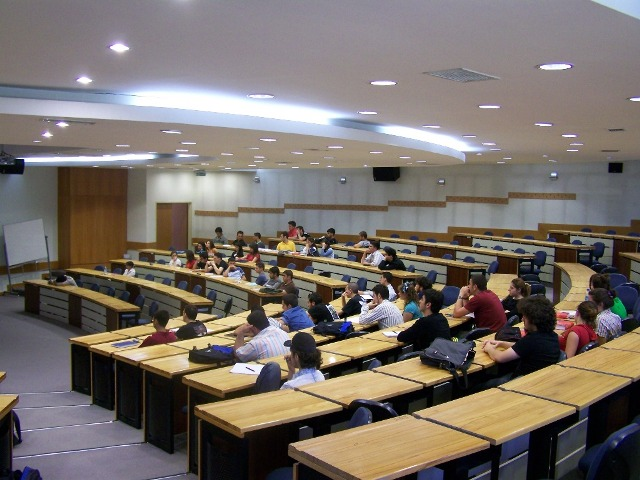
Una aula en la METU.

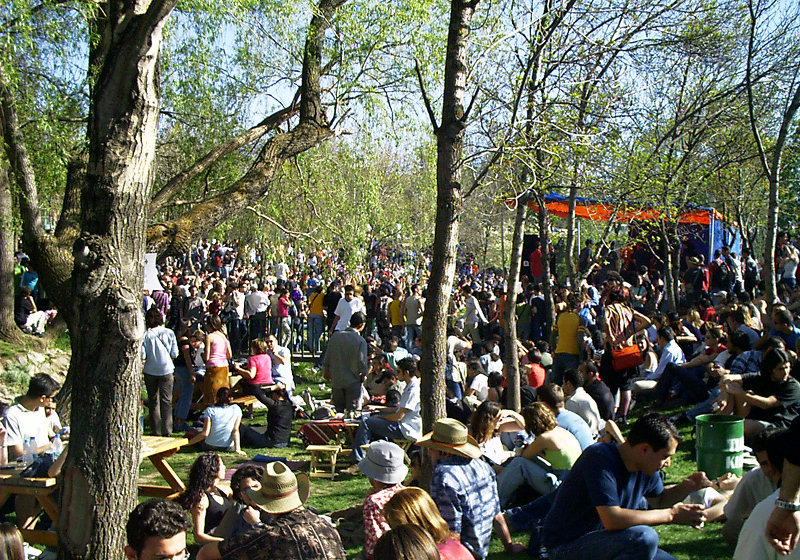
La fiesta de primavera en el campus (Bahar Şenliği), mayo de 2003.